# Gomar Vandewiele
Gomar Vandewiele, né le 14 juillet 1864 à Zulzeke et décédé le 8 février 1947 à Bruxelles fut un homme politique libéral belge.
Vandewiele fut industriel et administrateur de sociétés.
Il fut élu conseiller communal de Renaix, conseiller provincial de la province de Flandre-Orientale et sénateur de l'arrondissement d'Audenarde-Alost dès 1927 jusque 1946, en suppléance de Joseph De Blieck, décédé.

## Sources
- Liberaal Archief